# Allium azutavicum
Allium azutavicum là một loài thực vật có hoa trong họ Amaryllidaceae. Loài này được Kotukhov mô tả khoa học đầu tiên năm 2003.